# Brzezna

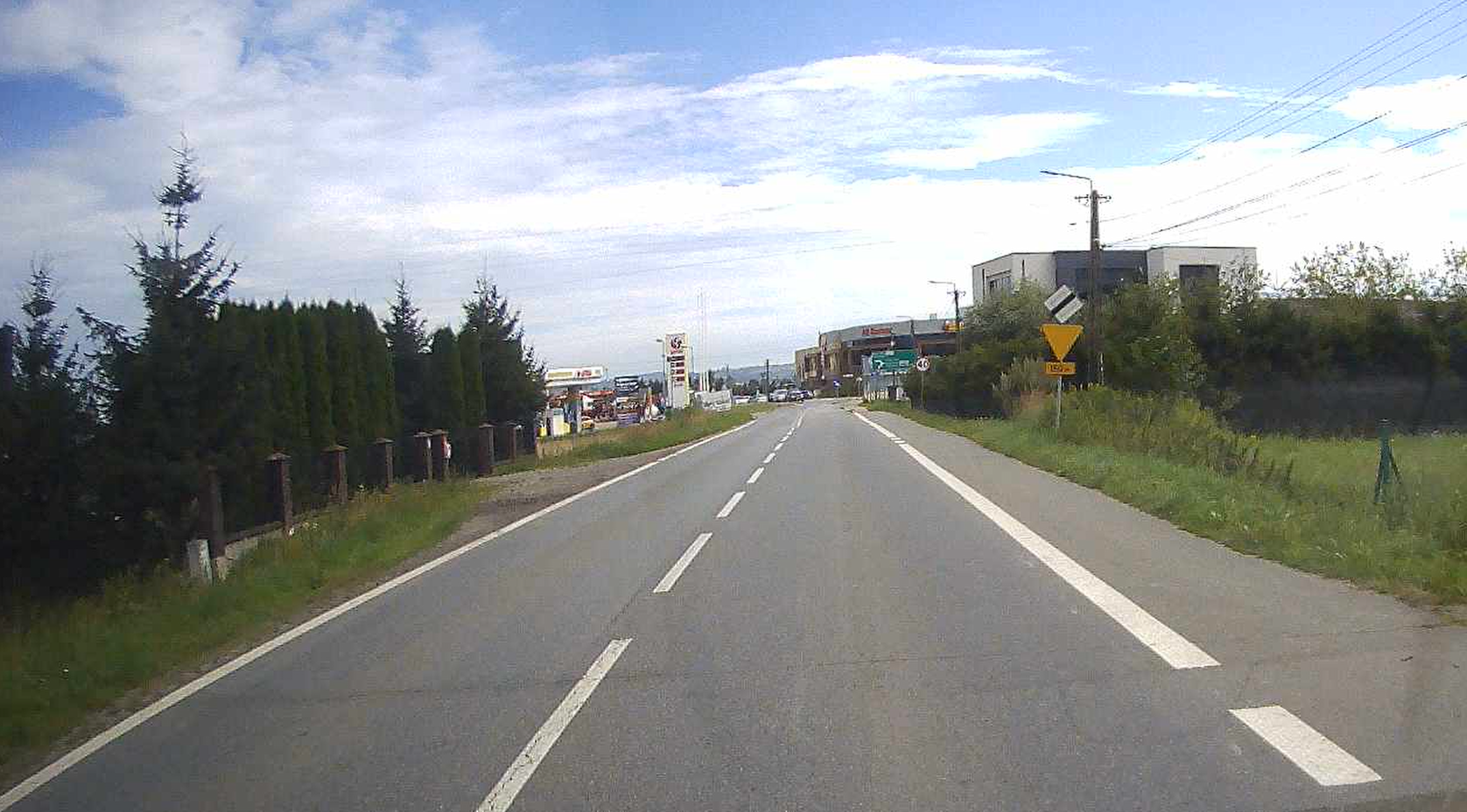
Droga powiatowa nr 1544k w kierunku ronda w Brzeznej (2023r.)

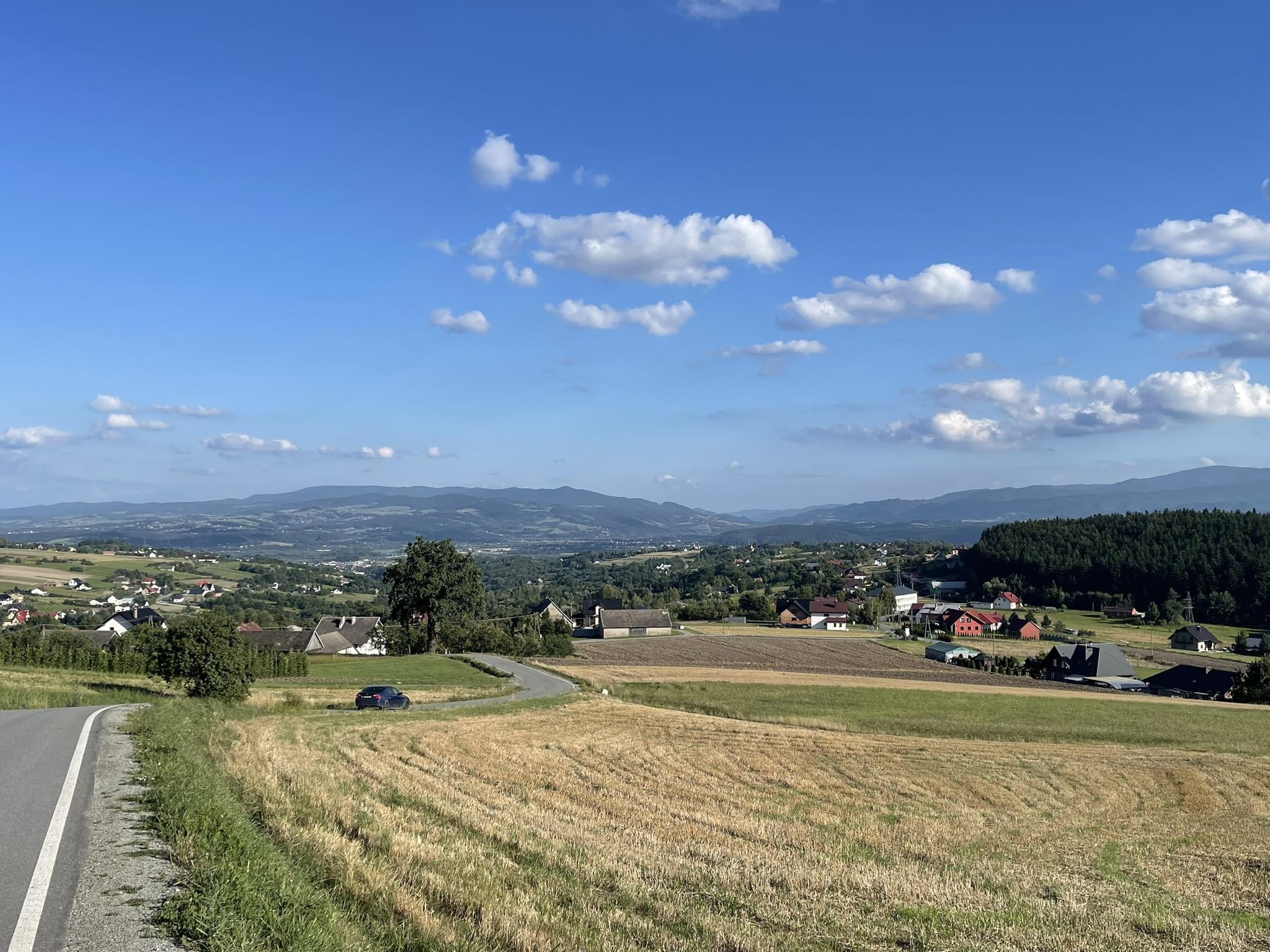
Widok z Prusówki

Brzezna (dawniej Brzeźna) – wieś w Polsce, położona w województwie małopolskim, w powiecie nowosądeckim, w gminie Podegrodzie. Największa miejscowość w gminie Podegrodzie.
W 2021 roku wieś zamieszkiwało 2565 osób.

## Geografia
Wieś położona jest w dolinie rzeki Brzeźnianka, na granicy Beskidu Wyspowego i Kotliny Sądeckiej, na wysokości od 300 do 657 (Litacz) m n.p.m. Zajmuje 10,5 km² (16,2% powierzchni gminy). Graniczy z: Podrzeczem, Chochorowicami, Trzetrzewiną, Wysokim, Długołęką-Świerklą, Gostwicą, Stadłami oraz z Starym Sączem. Przez południowo-wschodnią część wsi przebiega obwodnica Podegrodzia, w ciągu drogi wojewódzkiej nr 969 (Stary Sącz – Nowy Targ).

## Etymologia
Najstarsze zapisy nazwy w dokumentach to Brezna (1280) i Bzesdna (1384). Jan Długosz w "Liber beneficiorum dioecesis Cracoviensis" podaje nazwę Brzezna. Nazwa pochodzi od prasłowiańskiego słowa, oznaczającego miejsce porośnięte brzozą, las brzozowy.

## Integralne części wsi Brzezna[6][7]
| SIMC    | Nazwa            | Rodzaj    |
| ------- | ---------------- | --------- |
| 0459916 | Brzezna-Litacz   | część wsi |
| 0459922 | Burdak           | część wsi |
| 0459939 | Dół              | część wsi |
| 0459945 | Górny Litacz     | część wsi |
| 0459951 | Jedlane          | część wsi |
| 0459974 | Niżny Litacz     | część wsi |
| 0459980 | Pod Chełmkiem    | część wsi |
| 0459997 | Pod Gwizdorem    | część wsi |
| 0460003 | Pod Wardężynami  | część wsi |
| 0460026 | Prusówka         | część wsi |
| 0460032 | Strzyganiec      | część wsi |
| 0460049 | Wola Brzeziańska | część wsi |
| 0460055 | Za Górą          | część wsi |

## Historia
Pierwszy dokument, w którym wymieniona jest nazwa wsi pochodzi z 6 lipca 1280. Wchodziła wtedy w skład posiadłości Klarysek ze Starego Sącza. Jednak część wsi należała do rycerza Marcina syna Unisława. Na przełomie XIII i XIV wieku on został właścicielem całej Brzeznej. Następnymi właścicielami wsi byli: w 1316 jego synowie, w 1357 Unisław z Brzeznej, a w XV wieku Mikołaj Gedko z Bobowej herbu Gryf.
W XVI wieku istniejący w Brzeznej folwark zakupił bogaty kupiec i rajca z Nowego Sącza. W okresie reformacji w Brzeznej silne wpływy mieli bracia polscy.
Na przełomie XIX i XX wieku Brzezna stanowiła własność Stadnickich z Nawojowej. W końcu XIX wieku hrabia Stadnicki wybudował tu browar, mieszczący się na terenie obecnego Instytutu Sadownictwa.
W czasie II wojny światowej około 40 młodych dziewcząt i chłopców wywiezionych zostało na przymusowe roboty do Niemiec. Po wyzwoleniu w 1945, część majątku Stadnickich została podzielona. W 1954 grunty te przejął Instytut Sadownictwa i Kwiaciarstwa. Do 1 stycznia 1973 Brzezna była siedzibą gromady, do której należały wsie: Chochorowice, Długołęka-Świerkla, Gostwica i Podrzecze. Później jako sołectwo weszła w skład gminy Podegrodzie.
Wierni Kościoła rzymskokatolickiego należą do miejscowej parafii Najświętszego Ciała i Krwi Pana Jezusa.
W latach 1954–1972 wieś należała i była siedzibą władz gromady Brzezna. W latach 1975–1998 miejscowość administracyjnie należała do województwa nowosądeckiego.

## Demografia
Ludność według spisów powszechnych, w 2009 według PESEL.

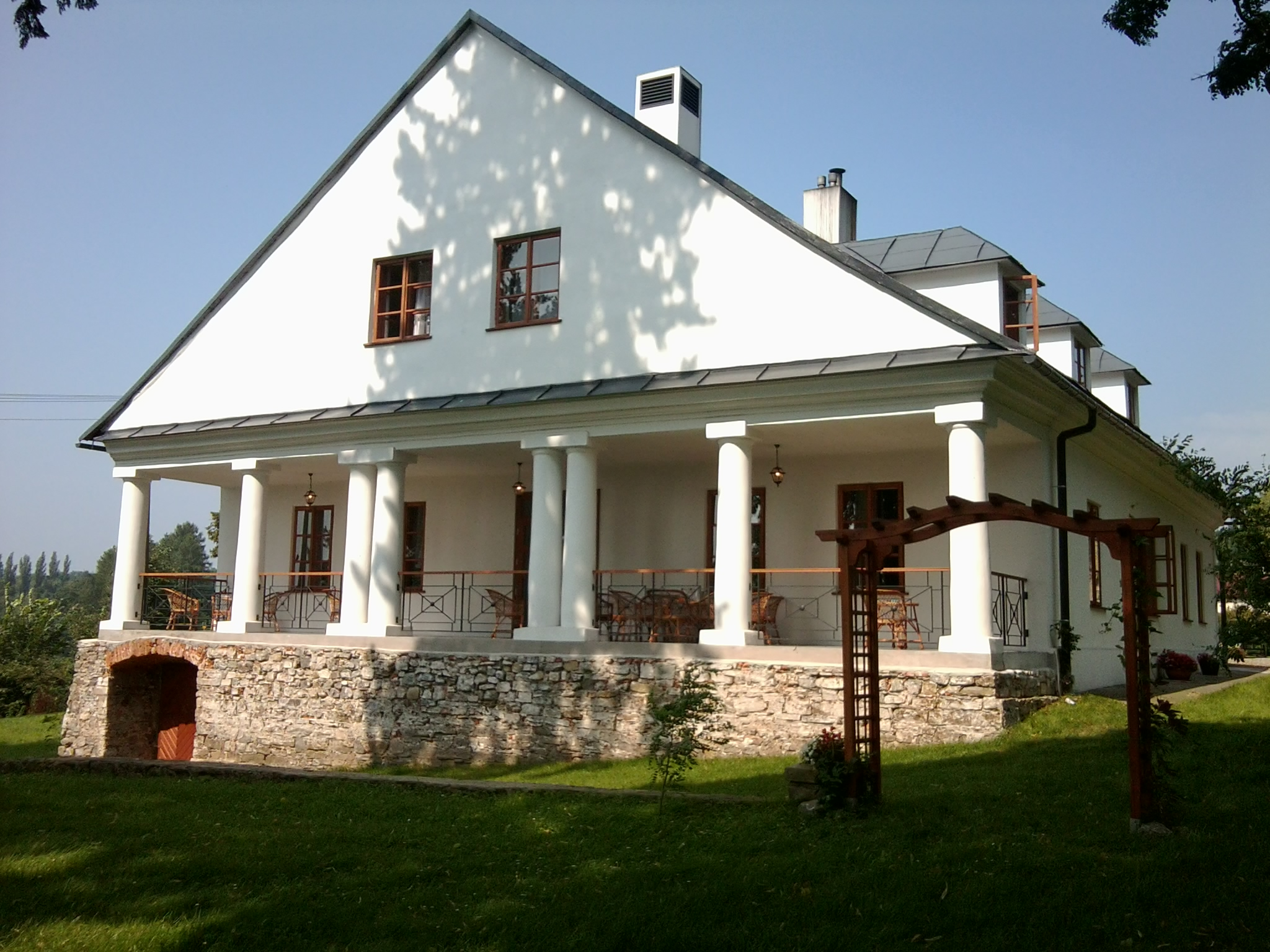
Dwór Stadnickich w Brzeznej

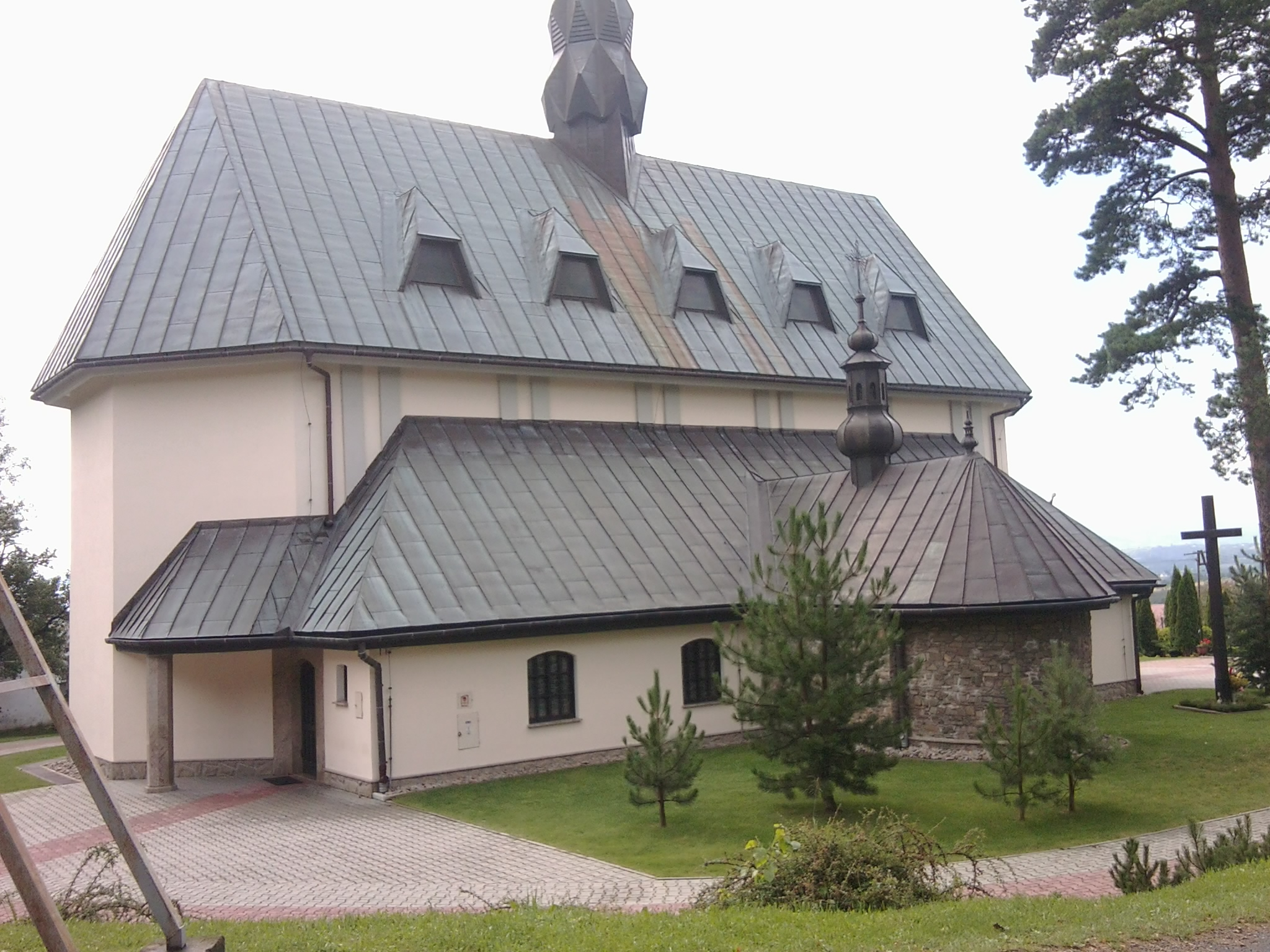
Kościół Podwyższenia Krzyża Świętego

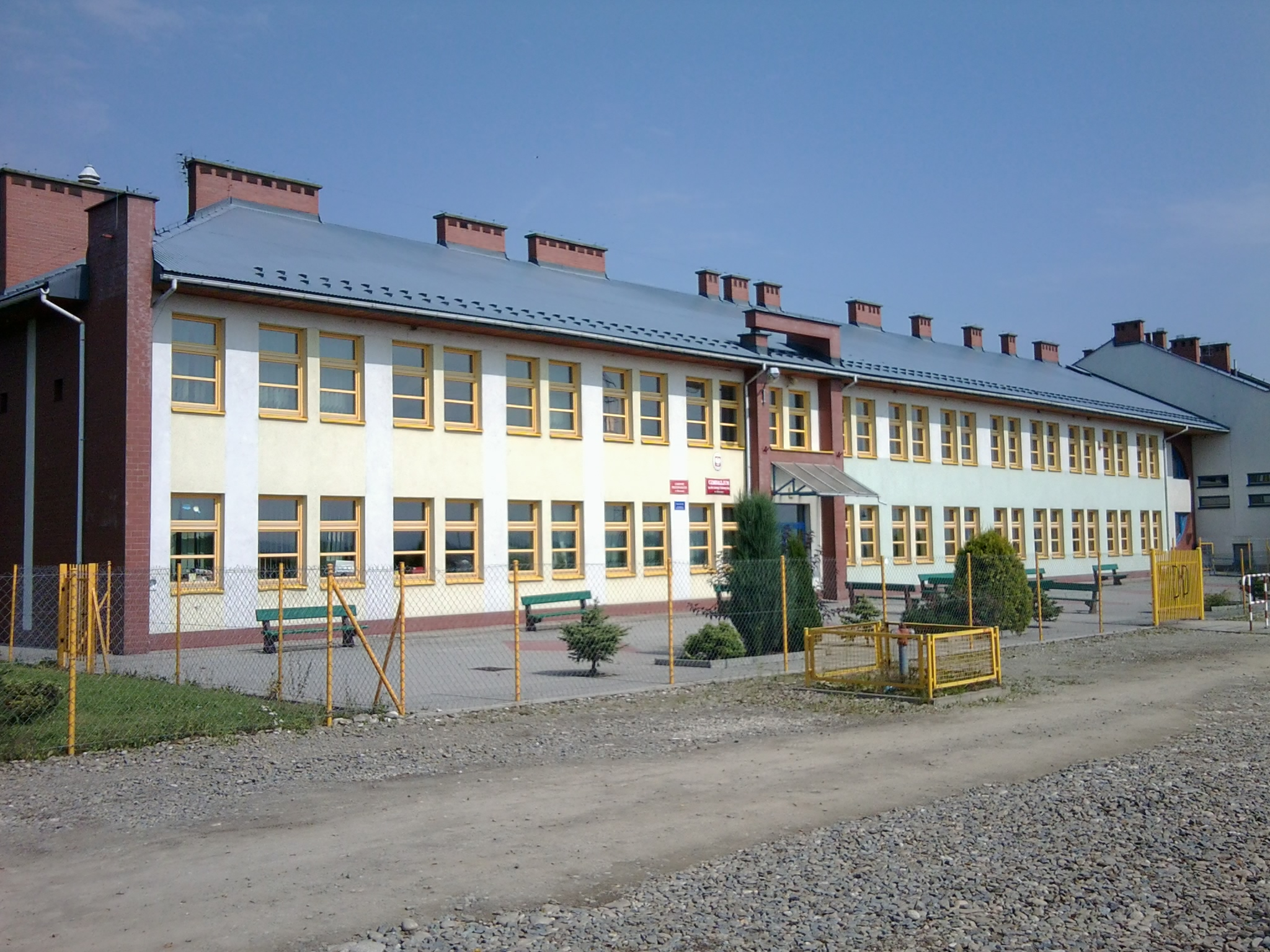
Byłe Gimnazjum

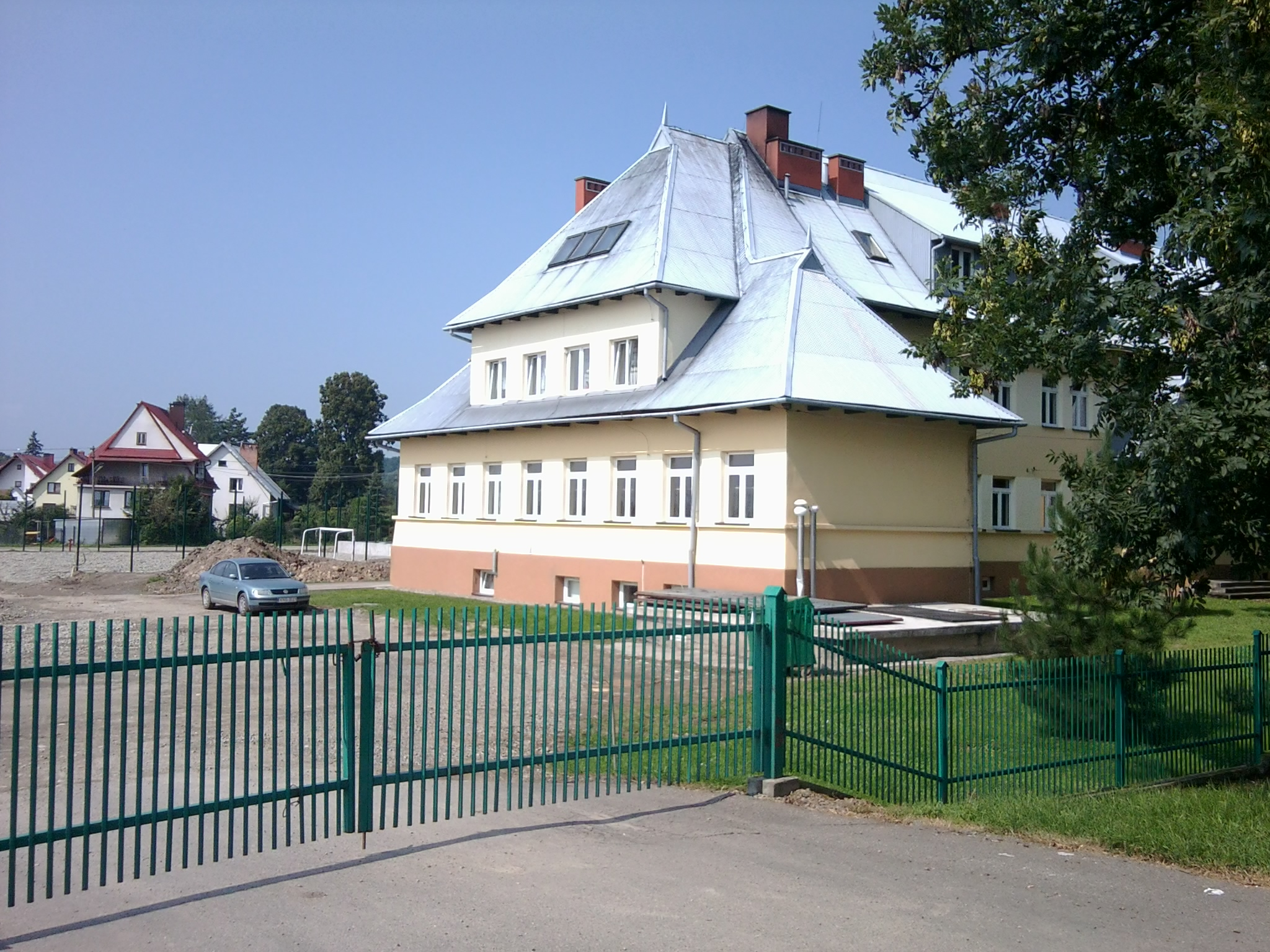
Szkoła Podstawowa im. Jana III Sobieskiego

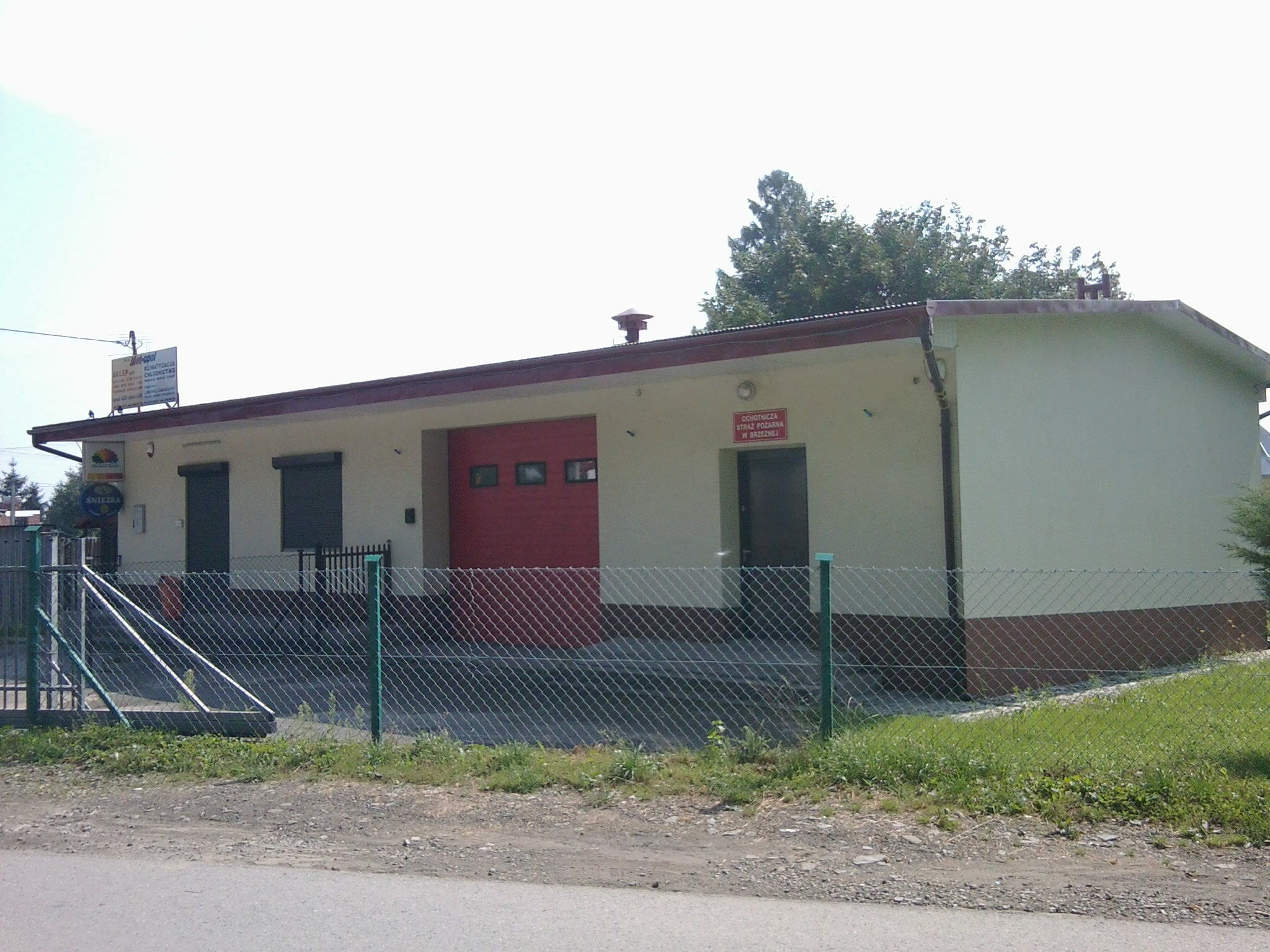
Remiza OSP Brzezna

| Rok    | 1900 | 1921 | 1931 | 2002 |
| Liczba | 163  | 184  | 208  | 392  |

| Zwierzęta | Konie | Bydło | Owce | Świnie |
| Liczba    | 70    | 485   | 15   | 167    |

## Zabytki
- Dwór Stadnickich – XIX-wieczny dworek, położony na terenie dzisiejszego instytutu sadownictwa. Obok dworu, zabudowań gospodarczych, czworaków dla służby, zbudowano tutaj browar wraz ze specjalnym wodociągiem i stawem odpływowym, rozebrany po zakazie produkcji alkoholu wydanym przez władze austriackie[13]
- Kościół Podwyższenia Krzyża Świętego – kościół pomocniczy dobudowany w latach 1987–1995 do istniejącej kaplicy mszalnej z 1691. Znajduje się tu rzeźba Chrystusa Frasobliwego, barokowa, z przełomu XVIII i XIX w.

## Edukacja
- Gminne Przedszkole w Brzeznej
- Szkoła Podstawowa im. Jana III Sobieskiego w Brzeznej
- Szkoła Podstawowa im. Jana Pawła II w Brzeznej-Litaczu
- W budynku prywatnym mieści się filia Biblioteki Gminnej w Podegrodziu. Powstała 21 maja 1987 roku[14].
- Dział Naukowy Sadowniczego Zakładu Doświadczalnego umożliwia odbycie praktyk i stażu, prowadzi szkolenia specjalistyczne z zakresu sadownictwa, organizuje program edukacyjny dla wycieczek.

## Sport
W Brzeznej znajduje się pełnowymiarowa hala sportowa, a także kompleks sportowy Orlik 2012.

## Sztuka
We wsi działa twórca ludowy Stanisław Ledniowski. Pisze wiersze, ale głównie zajmuje się malarstwem. Uwiecznia kwiaty, motywy ze swojego życia, a także architekturę Starego Sącza.

## Ochotnicza Straż Pożarna

### OSP Brzezna-Litacz

#### Historia
Ochotnicza Straż Pożarna w Brzeznej-Litaczu została założona w 1931, z inicjatywy Tomasza Łatki, Jana Oleksego, Macieja Zgrzeblaka, Franciszka Konstantego, Adolfa Kotasa i Franciszka Iwańskiego. W latach 1947–1950 wybudowana została remiza strażacka. W 2000 rozpoczęto budowę nowej remizy. 11 września 2006 obchodzona (już w nowej remizie) była 75. rocznica powstania jednostki, została przypieczętowana wręczeniem sztandaru.

#### Wyposażenie
Jednostka posiada na wyposażeniu: samochód Renault D13.280 GBARt 2,5/24 trzy pompy szlamowe, agregat prądotwórczy, piły do drewna, sprzęt burzący oraz podstawowy sprzęt ratowniczy i gaśniczy.

### OSP Brzezna

#### Historia
Ochotnicza Straż Pożarna w Brzeznej została założona w 1994.

#### Wyposażenie
Jednostka posiada na wyposażeniu: samochody GBARt Renault Midium D16 oraz Skoda Octavia, motopompę PO-5, trzy pompy szlamowe, dwa agregaty prądotwórcze, dwie pilarki do drewna, piłę do betonu i stali oraz podstawowy sprzęt ratowniczy i gaśniczy.